# شيخ وس
فال (من مواليد 10 سبتمبر 1998)، المعروف باسم الشيخ وس، هو مغني راب أمريكي ومطرب وكاتب أغاني وعارض أزياء ولاعب كرة سلة محترف في فريق فريق كرة السلة في باريس التابع لـ الدوري الفرنسي. اشتهر بأغنيته لعام 2017 " مو بامبا "، والتي أصبحت مشهورة في عام 2018. كتب الشيخ وس على إنستغرام أنه دخل مسودة الدوري الأميركي للمحترفين لعام 2020، على الرغم من أنه ذهب دون صياغ.
تم توقيع الشيخ وس بشكل مشترك مع شركة جاك الصبار من ترافيس سكوت وكانيو اوست غود ميوزك، تحت رعاية إنترسكوب ريكوردز.

## حياة سابقة
ولدت خادم فال في 10 سبتمبر 1998 في حي هارلم بمدينة نيويورك لأبوين من أصل سنغالي. نشأ وس في منزل مسلم. في سن الخامسة، انتقل وس ووالدته إلى ميلووكي، حيث عاش 9 سنوات. في الرابعة عشرة من عمره، عاد ويس إلى نيويورك. بدأ فال في تأليف الموسيقى في سن الحادية عشرة، لتخفيف التوتر بسبب طفولته المضطربة حيث نشأ في بيئة معادية. أثناء وجوده في المدرسة الثانوية، أصبحت كرة السلة سعيًا رئيسيًا خارج المناهج الدراسية، لكنه جذب الاهتمام من كشاف مواهب الموضة، مما دفعه إلى تخطي مباراة فاصلة للمشاركة في كشف ماديسون سكوير غاردن عن مجموعة يازي الموسم الثالث.

## المشوار المهني الموسيقي

### 2018-2019:مادبوي
في 2 فبراير 2018، واتفق فال على مع كانيو اوست 's غود ميوزك وترافيس سكوت كاكست جاك للغناء جنبًا إلى جنب مع إنترسكوب. ظهر فال كضيف في ألبوم ترافيس سكوت الثالث أستروورلد في أغنية «لا يوجد متظاهرون» إلى جانب مغني الراب الأمريكي جوس ورد. في 2 أكتوبر، أعلن فال عن ألبومه الاستوديو الأول بعنوان مادبوي والذي تم إصداره بعد ثلاثة أيام فقط. في 19 مارس، أصدر فال أغنية جديدة تحمل اسم الصبار جاك

### 2019-2021:الجحيم 2 الجنة
بعد إصدار مادبوي، أعلن وس أن ألبومه الثاني كان قيد الإعداد.
في يناير 2019، كان وس جزءًا من حفل افتتاح حفل انمينمين في هاواي جنبًا إلى جنب مع مغني الراب الأمريكي لوجك. في 18 يوليو، أصدر وس أغنيتي «ساديو ماني» و «فقدان عقلي». في اليوم التالي في 19 يوليو، ظهر في أغنية تشيس ب و يونغ سفاح «مادبوي». في 31 أكتوبر، أطلق أغنية "YKTS" مصحوبة بفيديو موسيقي. في 27 ديسمبر، ظهر وس كضيف في ألبوم تجميع الصبار جاك جاكبويز في أغنية «عصابة عصابة» الذي يضم أيضًا دون توليفر، وترافيس سكوت، وضريبة الكماليات 50.
في 6 نوفمبر 2020، أصدر وس الأغنية المنفردة «يوم غني» وأصدر الأغنية المنفردة «#بين بيلين» في 19 نوفمبر 2020.
أصدر وس أغنية جي اف يو مع شركة التسجيل سجلات YSL ومغني الراب الأمريكي ياك جوتي، والذي يضم مغني الراب الأمريكي يانغ كواي، والذي يعد بمثابة الأغنية الثانية من الألبوم التجميعي للعلامة، لغة الوحل 2، في 29 يناير 2021.

## روابط خارجية
- Sheck Wes ديسكغرفي في ميوزك برينز